# دریاچه باسکونچاک
دریاچه باسکونچاک (به لاتین: Lake Baskunchak) یک دریاچه زیاده‌شور در روسیه است که در استان آستراخان واقع شده‌است.